# Maciej Marcinkiewicz

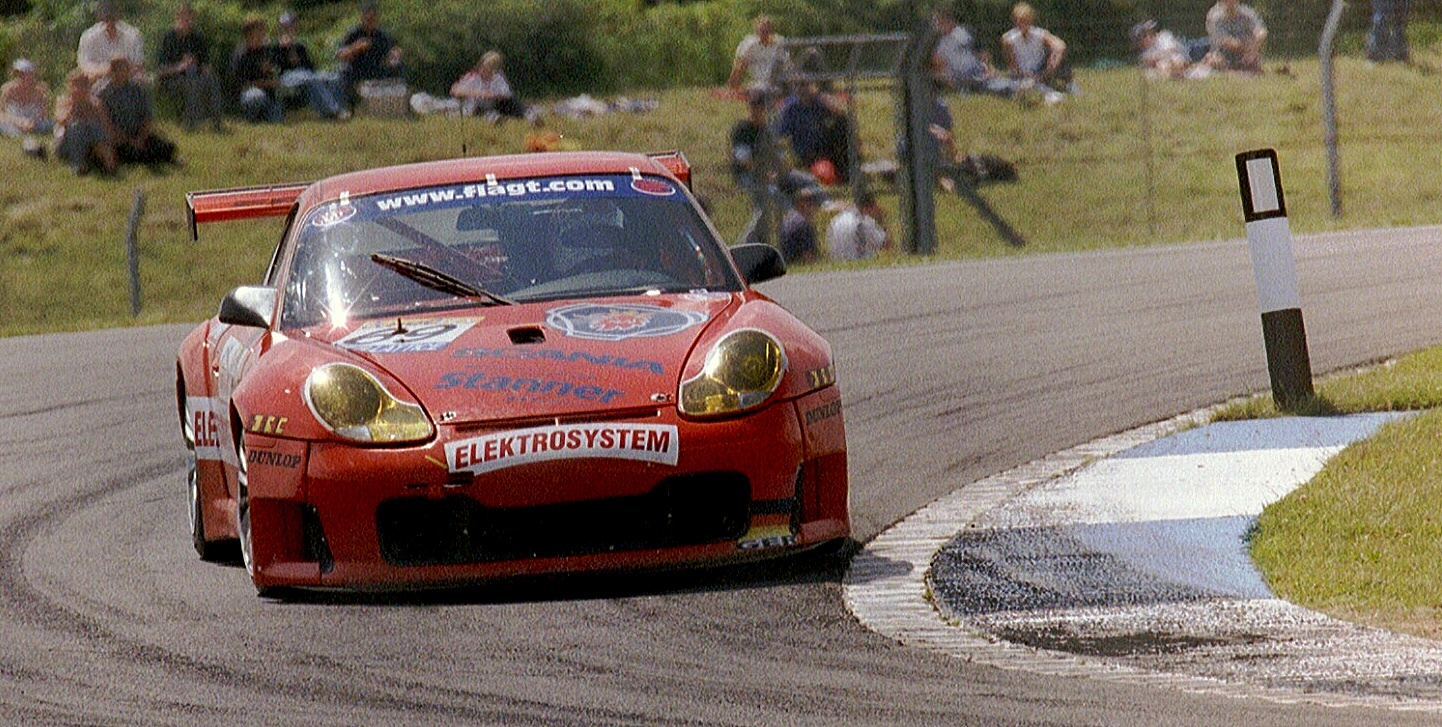
Der von Maciej Marcinkiewicz gefahrene Porsche 996 GT3-RS beim 500-km-Rennen von Donington 2003

Maciej Marcinkiewicz (* 27. Januar 1978) ist ein ehemaliger polnischer Automobilrennfahrer.

## Karriere
Maciej Marcinkiewicz begann Anfang der 2000er Jahre mit dem Motorsport. Von 2002 bis 2005 trat er in der FIA-GT-Meisterschaft an. In den ersten beiden Jahren startete er bei zwei Rennen zunächst mit einem Porsche 911 GT2 (Typ 993) in der GT-Wertung. Noch in der Saison 2003 wechselte er die Klasse und fuhr bis einschließlich 2004 mit einem Porsche 911 GT3-RS (Typ 996) des Teams Proton Competition in der N-GT-Wertung. In seiner letzten Saison in der FIA-GT-Meisterschaft 2005 ging er mit einem Saleen S7-R bei zwei Rennen in der GT1-Klasse an den Start.
In der Saison 2006 bestritt er ein Rennen als Gastfahrer im Porsche Carrera Cup Deutschland. Danach pausierte er für eine längere Zeit und stieg erst wieder 2016 im Motorsport ein.
Von 2016 bis 2019 trat Marcinkiewicz mit einem Maserati GranTurismo MC GT4 in der Am-Wertung der GT4 European Series an. Sein größter Erfolg in dieser Serie und in seiner Motorsportkarriere war 2018 der Am-Meistertitel im GT4 Central European Cup.